# Mustapha ibn Muhieddine
Mustapha ibn Muhieddine (1814–1863) ; (en arabe : مصطفى بن محي الدين (Mustafa ibn Muḥyiddīn)), connu comme l'émir Mustapha, ou Sidi Moustafa, ou Moustafa El Hassani El Djezairi, est un émir, chef religieux et militaire algérien qui mène avec son frère, l'Émir Abdelkader une lutte contre la conquête de l'Algérie par la France au milieu du XIXe siècle.

## Nom
Le prénom Mustapha est parfois translittéré sous les formes « Moustafa » ou « Mustafa ». Il est fréquemment désigné simplement sous le titre d'émir Mustapha, car El Djazaïri signifie « l'Algérien ». « Ibn Muhieddine » signifie « fils de Muhieddine » prénom de son père, tandis que « El-Hassani » fait référence à sa descendance d'al-Hassan ibn Ali, le petit-fils du prophète Mohamed. Il est également couramment appelé « émir », un titre signifiant « prince », qui a été largement utilisé dans le monde arabo-musulman pour désigner un dirigeant ou un chef militaire, souvent dans des contextes de gouvernance ou de leadership militaire.

## Biographie

### Ascendance
Il est Mustapha ibn Muhieddine ibn Mustafa ibn Muhammad, et il descend d'Idris al-Akbar, ibn d'Abdullah al-Kamil (ar), ibn Al-Hassan al-Muthanna, ibn Al-Hassan ibn Ali, ibn Ali ibn Abi Talib, et sa mère Fatima Zahra, fille du messager de Dieu (rasûl) et prophète (nabî), Mohamed. La famille de l'émir Mustapha était fière de son ascendance liée à cette noble lignée. Au VIIIe siècle, Idris ben Abdullah al-Kamil, émigra vers le Maghreb central, fuyant la persécution des Abbassides. Il fonda la dynastie des Idrissides avec pour capitale Fès, et son règne perdura jusqu'au milieu du XIIe siècle. Après que certaines branches de cette grande famille se soient établies en Al-Andalus, l'un de ses ancêtres, Abd al-Qawi Ier, migra à la fin du XVe siècle, après la chute de l'Andalousie en 1492, et s'installa dans la Kalâa des Béni Hammad.
Quant à son grand-père Mustafa, il fonda la zaouïa Qadiriyya, en référence au cheikh Abd al Qadir al-Jilani, après avoir visité la ville de Bagdad en 1791. Sa famille était réputée pour sa dévotion et servait de modèle à la population dans le domaine du djihad et de la science. Son grand-père Mustafa décéda à Aïn Ghezala, près de la ville de Derna, dans la région de Barqa, à l'est de la Libye, en 1797, lors de son retour du pèlerinage. Il fut enterré sur place, et sa tombe est toujours connue aujourd'hui. Son père, Muhieddine, naquit dans le village de Qaitna en 1776, et étudia sous la direction de son père Mustafa. Il hérita de la direction de la zaouïa Qadiriyya. Son père était célèbre pour sa sagesse, sa grande érudition et son opposition à l'injustice des beys du Maghreb algérien,.

### Fratrie

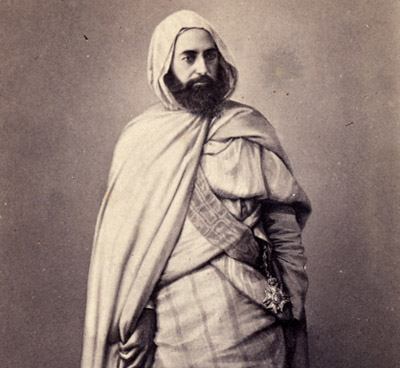
L'Émir Abdelkader, photo prise en 1850

Mustapha est le frère cadet de l'émir Abdelkader, l'une des figures les plus marquantes de l'histoire de l'État algérien moderne. De 1832 à 1847, il a dirigé la résistance contre le colonialisme français et joué un rôle fondamental dans la naissance de la nation algérienne. En plus d'être un poète, un soufi et un érudit religieux de renom, il s'est distingué par sa promotion de l'harmonie et de la paix entre les différentes religions, ce qui lui a permis de gagner l'amitié et le respect de beaucoup de personnes.

### Descendance
Mustapha épousa l'une de ses cousines, avec laquelle il eut trois fils et deux filles. En mémoire de son père, l'un de ses fils fut nommé Muhieddine, qui épousa sa cousine Zeyneb, la fille de son oncle l'Emir Abdelkader. Son neveu est l’Émir Azzedine (ar), martyr algérien de la grande révolte syrienne,.

### Invasion française et résistance

#### Conquête française
La chute de la régence d'Alger et l'occupation française de l'Algérie ont marqué un tournant majeur dans l'histoire du pays. Au début du XIXe siècle, la régence se retrouvait affaiblie, confrontée à des tensions internes, des problèmes économiques et une pression croissante de puissances étrangères. En 1830, la France, cherchant à renforcer sa position en Méditerranée et à pallier ses propres crises internes, décida de lancer une expédition militaire contre la régence d'Alger. Le prétexte officiel de l'invasion était un incident diplomatique avec le dey Hussein, mais l'objectif réel était de coloniser le pays. Après un siège de plusieurs mois, les troupes françaises entrèrent dans Alger en juillet 1830. Cette invasion marqua le début de la conquête de l'Algérie, qui fait face à une longue résistance dirigée par des figures comme l'Émir Abdelkader et des membres de sa famille,.

#### Bey du Titteri
Mustapha s'efforça d'acquérir de l'influence dans l'Émirat d'Abdelkader et joua un rôle important dans les institutions du nouveau état. En 1836, il tenta de se proclamer chef des tribus du Sahara algérien qui s'était ralliée à Abdelkader, mais sa tentative échoua et il fut frappé de disgrâce. Toutefois, il s'excusa profondément, ce qui amena Abdelkader à le nommer bey de Titteri, dans la région de Médéa,,,.
Lorsque Abdelkader assiégea la ville de Tlemcen en juillet 1836 pour la libérer du général Eugène Cavaignac, il reçut des nouvelles selon lesquelles certaines personnes avaient tenté de rallier les Français et de se révolter contre lui à Médéa,. Abdelkader laissa une force auxiliaire poursuivre le siège de la garnison française à Tlemcen et se dirigea avec une trentaine de cavaliers vers Médéa pour stopper la rébellion,. Abdelkader souhaitait donner des terres à son frère Mustapha, et le nomma khalifa du territoire de Médéa avant de revenir à Tlemcen pour poursuivre le siège. Mustapha travailla à soumettre Titteri et Mitidja au pouvoir de l'émirat d'Abdelkader avant de confier le titre de Bey de Titteri à son successeur, Mohamed Berkani.

#### Révolte de la Kabylie
Le 8 mai 1837, Mustapha organisa une attaque surprise contre une grande ferme agricole à Reghaïa pour contraindre les occupants français à signer un traité de cessez-le-feu avec Abdelkader,. La ferme, dirigée par les colons Mercier et Saussine, était située sur 3 000 hectares à l'entrée de la Kabylie, restant ainsi en vue de l'avancée continue de la colonisation française vers les plaines de Oued Isser,.
Mustapha incita les marabouts des zaouïas des Beni Aïcha, des Issers et des Amraoua à terrifier les colons français afin d'arrêter l'invasion de la chaîne de montagnes de Khemis El Khechna, qui précède Djurdjura,. La première attaque kabyle contre Reghaïa alarma le général Charles Marie Denys de Damrémont, qui était le gouverneur militaire d'Alger. Il ordonna au général Alexandre Charles Perrégaux et au colonel Maximilien Joseph Schauenburg d'organiser une expédition punitive contre les Kabyles qui avaient mis à sac et pillé la ferme.
L'objectif de Mustapha a été atteint, car les troupes coloniales, qui devaient rapidement rejoindre Oran afin de contribuer avec le général Bugeaud à la défaite d'Abdelkader, ont été maintenues et affectées à Alger pour la protéger et organiser la contre-offensive contre l'Émirat d'Abdelkader. Lors de l'expédition de Thénia le 17 mai 1837, les forces coloniales ont perdu à cause du mauvais temps, tandis que la Première bataille de Boudouaou, du 25 et 26 mai 1837, s'est terminée par la signature du Traité de la Tafna le 30 mai 1837 et dans lequel l'émir Abdelkader reconnait la souveraineté impériale française en Algérie. En contrepartie, Abdelkader à obtenu de la France la reconnaissance de sa souveraineté sur environ deux tiers de l'Algérie.

#### Khalifa de M'Sila
Mustapha fut ensuite nommé en août 1839 par Abdelkader comme Khalifa de la région des Hodna, autour du territoire de M'Sila,. Dès son arrivée à M'Sila, il se dirigea vers les Monts du Hodna au nord-est, appelant toutes les tribus sur son chemin à prendre les armes contre les Français, et en moins de huit jours, l'insurrection se propagea,.
Au début de l'année 1840, Mustapha était le commandant en chef des rebelles algériens qu'Abdelkader avait envoyés dans la province de Constantine pour harceler les troupes françaises,. Mustapha accomplissait sa mission dans la région du Constantinois et retourna vivre temporairement à Medjana avant de revenir à la capitale itinérante d'Abdelkader,.

#### Emprisonnement et exil
En 1848, à la suite d'un traité de reddition , l'émir Abdelkader, sa famille et une centaine de compagnons, dont son frère Mustapha, furent placés en captivité, d'abord au fort Lamalgue à Toulon, puis au château de Pau, et à la fin ils sont transférés au château d'Amboise, avant d'être libérés par Napoléon III, le 16 octobre 1852. Mustapha, ainsi que tous ses autres frères, quitta Amboise et s'installa au Maroc.